# Carl von Perbandt

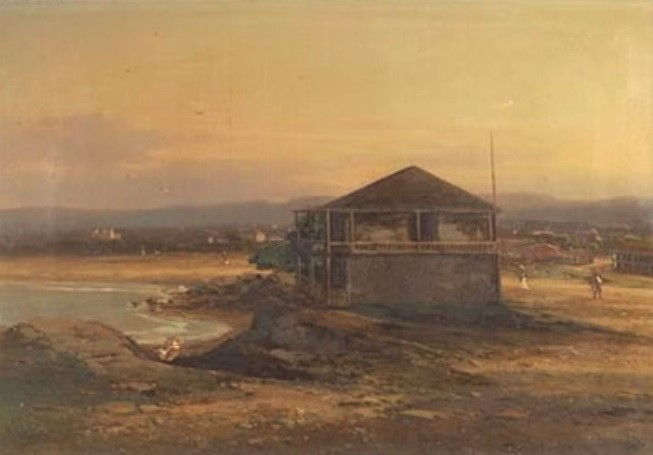
Monterey Custom House. 1879

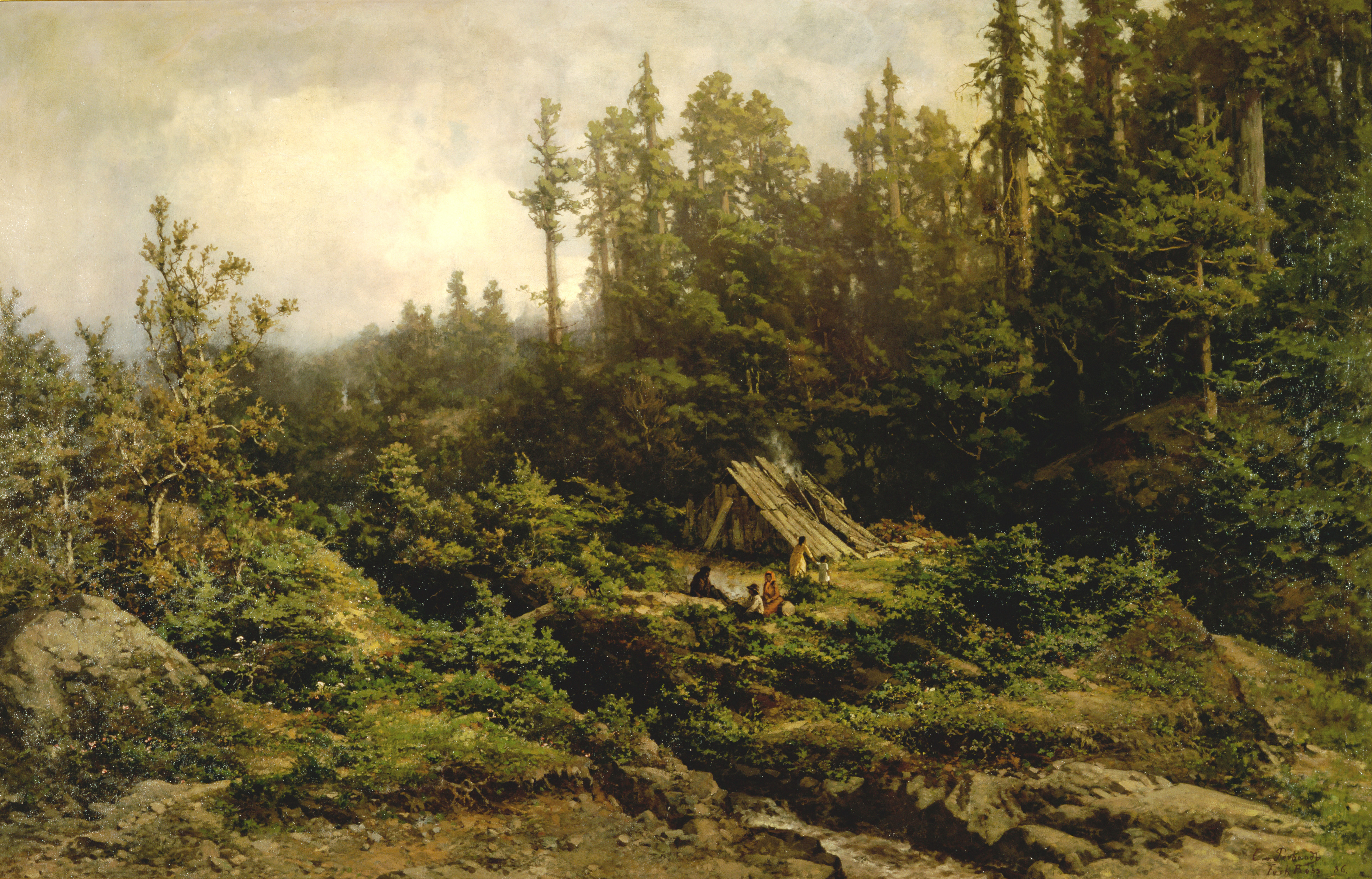
Pomo Indians Camped at Fort Ross. 1886

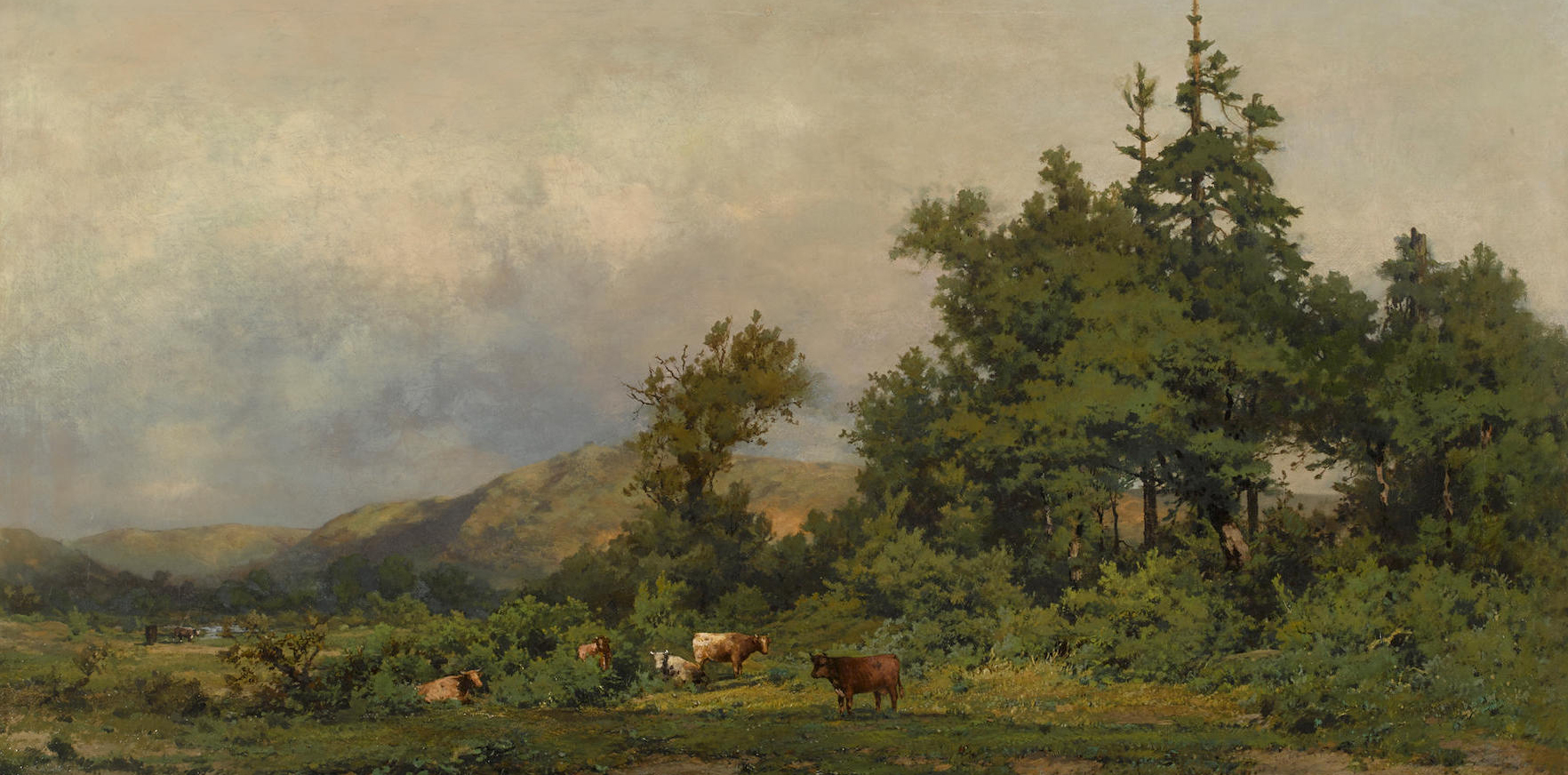
Weidende Kühe

Carl von Perbandt (* 12. Mai 1832 in Langendorf in Ostpreußen; † 6. April 1911 in Nahmgeist) war ein in den Vereinigten Staaten tätiger deutscher Landschaftsmaler. Er zählt zur Düsseldorfer  Malerschule.

## Leben
Perbandt war ein Mitglied der aristokratischen ostpreußischen Familie von Perbandt. Seine Eltern waren Otto Friedrich Julius von Perbandt (* 2. Juli 1793; † 16. April 1878) und dessen Ehefrau Ida Sophie Ernestine von der Groeben (* 8. Oktober 1795; † 10. Februar 1857). Perbandts jüngere Schwester Lina von Perbandt (1836–1884) war ebenfalls Landschaftsmalerin, sein Bruder Fedor Karl Otto Gustav (1827–1906) war Schriftsteller.
Er studierte Malerei an der Düsseldorfer Akademie bei Andreas Achenbach und Carl Friedrich Lessing, obwohl seine Entschlossenheit, Künstler zu werden, und seine Weigerung, eine militärische Laufbahn zu verfolgen, seine Familie verärgerte.
Nachdem er 1870 im Deutsch-Französischen Krieg gedient hatte, zog Perbandt mit seiner Familie auf das Gut seines Bruders in Falkenhorst in Ostpreußen. Kurz darauf verließ er heimlich Preußen und ließ seine Frau und seine Kinder zurück. Er ging zuerst an die Ostküste der Vereinigten Staaten, wo er in New York ansässig wurde und Landschaftsbilder von New Jersey, Vermont, und Ulster County, New York, malte.
1876 zog Perbandt nach Nord-Kalifornien. Er reiste und malte gemeinsam mit Jules Tavernier in Monterey und ließ sich schließlich 1877 in San Francisco nieder, wo er zeitweise ein Atelier mit Henry Raschen teilte. Raschen wurde in Preußen geboren, war aber als Junge mit seiner Familie nach Kalifornien ausgewandert. Perbandt und Raschen reisten auch zusammen, „lebten das Leben der Boheme“ und malten Ansichten von Nord-Kalifornien, insbesondere Sonoma, Humboldt County und Mendocino County. Einige Zeit lebten sie in Fort Ross unter den Pomo-Indianern und teilten sich dort ein Atelier.
In seinen späteren Jahren in San Francisco begann er wieder, panoramische Ansichten der Stadt und des Goldenen Tores zu malen. Er kehrte 1903 nach Preußen zurück und lebte dort bis zu seinem Tod im Jahr 1911.
Viele der Gemälde, die er in San Francisco zurückgelassen hatte, gingen im Erdbeben von 1906 verloren.

### Familie
Er heiratete am 15. September 1859 in Langendorf Marie Bertha Fedora Treusch von Buttlar-Brandenfels (* 29. September 1833; † 1. Mai 1898). Das Paar hatte mehrere Kinder:
- Hertha Marie Karoline Magdalene (* 6. Mai 1860; † 19. Januar 1939) ⚭ 1882 Baron Otto von der Ropp (* 6. Juli 1858; † 17. April 1931), Herr auf Degelin
- Konradin Carl Sclobe (* 14. Oktober 1861; † 30. Mai 1928), Oberstleutnant a. D.

⚭ 1899 Eugenie Amalie Marie  Trowitzsch (* 5. Mai 1859; † 28. Juli 1920)
⚭ 1921 Ursula von Dressler und Scharfenstein (* 30. November 1881; † 6. März 1969), verwitwete Max von Westernhagen
- Martin Karl Eduard Georg (* 14. März 1863; † 25. März 1949), Oberstleutnant a. D.

⚭ 1897 Cäcilie Wichmann (* 30. Dezember 1867; † 17. Februar 1902)
⚭ 1908 Asta Freiin von Troschke (* 29. Dezember 1883; † 27. Juni 1966)